# Neottia kuanshanensis
Neottia kuanshanensis är en orkidéart som beskrevs av Horng Jye Su. Neottia kuanshanensis ingår i släktet näströtter, och familjen orkidéer. Inga underarter finns listade i Catalogue of Life.